# Danilo Aparecido da Silva
Danilo Aparecido da Silva (Campinas, Estado de São Paulo, Brasil, 24 de noviembre de 1986) conocido como Danilo, es un exfutbolista brasileño. Jugaba como defensa central.

## Clubes
| Club                    | País           | Año         |
| ----------------------- | -------------- | ----------- |
| Guaraní                 | Brasil         | 2006-2007   |
| São Paulo (Cesión)      | Brasil         | 2007        |
| Guaraní                 | Brasil         | 2008        |
| Internacional           | Brasil         | 2008-2010   |
| Dínamo de Kiev          | Ucrania        | 2010-2017   |
| Internacional           | Brasil         | 2017        |
| Los Angeles FC (Cesión) | Estados Unidos | 2018-Actual |

## Palmarés
| Título            | Club          | País   | Año  |
| ----------------- | ------------- | ------ | ---- |
| Brasileirão       | São Paulo     | Brasil | 2007 |
| Campeonato Gaúcho | Internacional | Brasil | 2009 |